# Ferngas

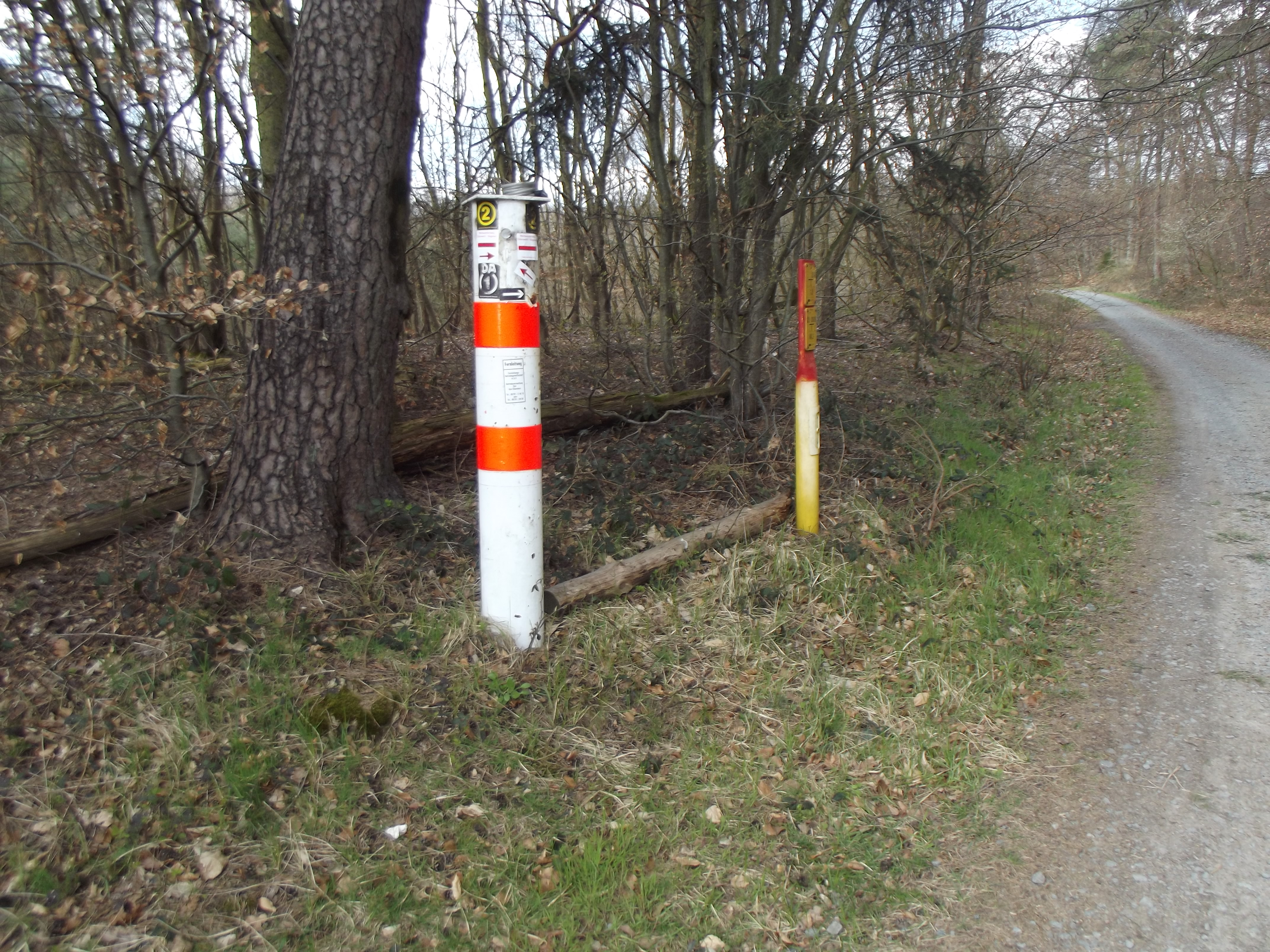
Kennzeichnung einer Ferngasleitung im Wald bei Darmstadt

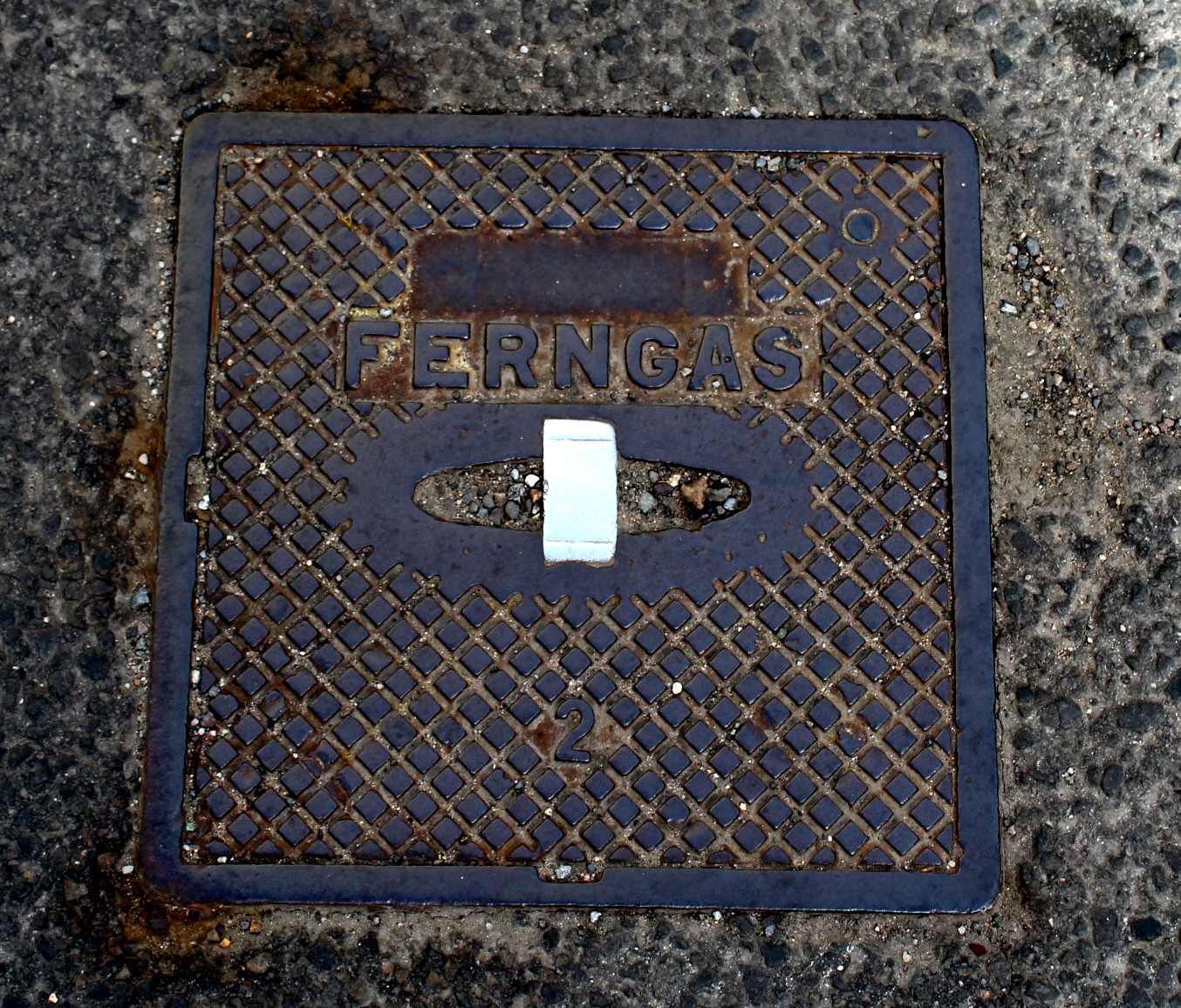
Typische Straßenkappe Ferngas

Ferngas ist ein andernorts gewonnenes oder erzeugtes Gas, das mittels Rohrleitungen (Erdgasleitung, Pipelines) über Gasnetze bzw. Gasverteilnetze zu den Abnehmern (regionale und lokale Gasversorger sowie größere Industrieunternehmen) transportiert wird. Der Begriff ist heute weniger gebräuchlich und wurde in der Vergangenheit zur Abgrenzung vom lokal gewonnenen Stadtgas verwendet. Auch Flüssiggase wie LPG und Flüssigerdgas (LNG) sind Ferngase im weiteren Sinne. Da Flüssiggase in der Regel durch Verkehrsmittel wie Schiffe, Kesselwagen und Tankwagen und nicht in Rohrleitungen transportiert werden, werden sie aber häufig nicht zum Ferngas im engeren Sinne gezählt.
Ferngas setzt sich heutzutage fast ausschließlich aus Erdgas mit geringer Zumischung von Biogas zusammen. In der Vergangenheit wurden auch Kokereigas oder Spaltgas verwendet.
Ferngasnetzbetreiber transportieren und speichern das Gas durch Rohrleitungen unter hohem Druck, der durch Verdichterstationen in Abständen von 100 bis 200 Kilometern aufrechterhalten wird.
In Zukunft könnten bestehende Gasnetze vermehrt zur Verteilung von Biogas und Wasserstoff aus erneuerbaren Quellen verwendet werden (siehe hierzu auch Wasserstoff und Wasserstofferzeugung). 